# Frankenhardt
Frankenhardt ist eine Gemeinde im Landkreis Schwäbisch Hall im fränkisch geprägten Nordosten Baden-Württembergs.

## Geographie

### Geographische Lage
Frankenhardt liegt im Hohenloher Land im Nordosten Baden-Württembergs. Die Gemeinde hat Anteil an den Naturräumen Schwäbisch-Fränkische Waldberge, Frankenhöhe und Hohenloher-Haller Ebene. Durch das Gemeindegebiet fließt die Jagst.

### Nachbargemeinden
Die Gemeinde grenzt im Norden an die Stadt Crailsheim, im Osten an Stimpfach, im Südosten an Jagstzell, im Süden an Rosenberg, beide im Ostalbkreis, im Südwesten an Bühlertann, im Westen an Obersontheim und die Stadt Vellberg.

### Gemeindegliederung
Die Gemeinde Frankenhardt setzt sich aus 39 Dörfern, Weilern, Höfen und Häusern zusammen.

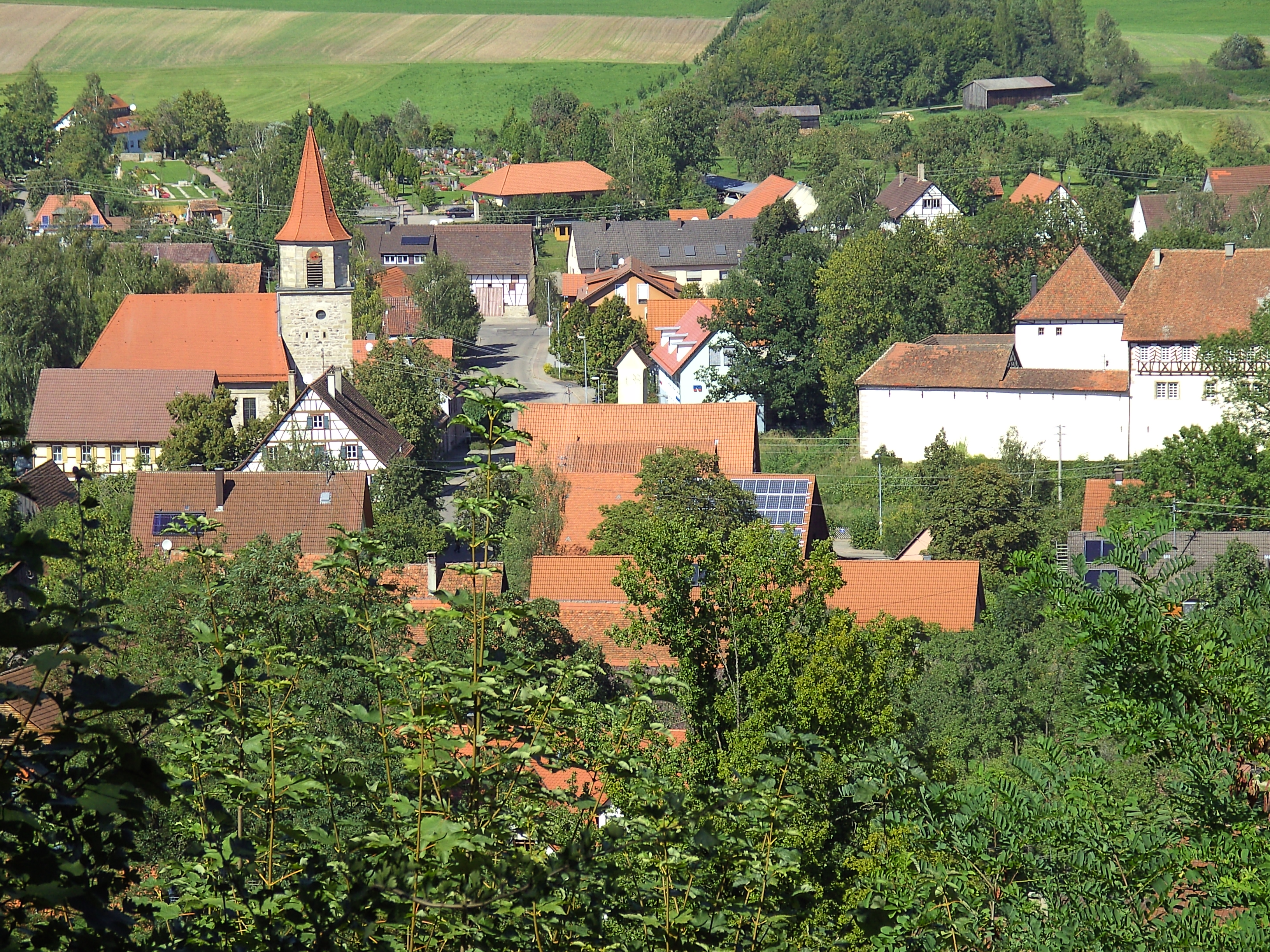
Der Teilort Honhardt mit Kirche und Schloss. Blick vom Sandberg in Richtung Norden.

| Zur ehemaligen Gemeinde Honhardt gehören das Dorf Honhardt, die Weiler Altenfelden, Appensee, Bechhof, Eckarrot, Gauchshausen, Hirschhof, Ipshof, Mainkling, Neuhaus, Reifenhof, Reishof, Sandhof, Steinbach an der Jagst, Unterspeltach, Vorderuhlberg und Zum Wagner, das Gehöft Belzhof und die Wohnplätze Fleckenbacher Sägmühle, Grunbachsägmühle, Henkensägmühle und Tiefensägmühle. |

Des Weiteren liegen auf dem Gebiet der ehemaligen Gemeinde Honhardt zahlreiche abgegangene Ortschaften. Einige der folgenden abgegangenen Ortschaften dürften aufgrund von Gebietverkleinerungen des althällischen Amtes Honhardt und der daraus entstandenen Gemeinde heute in benachbarten Gemeinden liegen; Altach oder Altauwe, Betzenhof, Birenbuch, Buchenhof, Der Völken, Fleckenbach, Im Trachenloch, Kaltenbrunnen, Kleinhochtänn, Lysenmühle, Niederhofen, Ronberg, Ronenberg, Nusatz, Schelmenbuck, Sonnenberg, Steckach, Tupse, Waltzenhof, Zum Bruckner, Zum Dreschel, Zum Folmar (auch Volmar), Zum Glaser, Zum Habsbecken, Zum Handroß, Zum Kleman, Zum Knur(re) (oder Knauer), Zum Ruher, Zum Schedler, Zum Schytrer, Zu dem Stege, Zu Suntheim, Zum Surenberg, Zum Völken und Zum Volpreht.
Zur ehemaligen Gemeinde Gründelhardt gehören das Dorf Gründelhardt, die Weiler Banzenweiler, Birkhof oder Birklein, Brunzenberg, Fichtenhaus oder Schmierhaus, Hellmannshofen, Hinteruhlberg, Markertshofen, Spaichbühl und Stetten (Burgstall Stetten) und das Gehöft Betzenmühle. Des Weiteren liegen auf dem Gebiet der ehemaligen Gemeinde Gründelhardt die abgegangenen Ortschaften Burg Griffenberg und Girsberg, Weiler und Zum Mörder, Vogelsberg und Girsberg, Weiler und Zum Mörder. Am Südufer des Hinteren Schenkensees liegt der Burghügel des Burgstalls bei den Schenkenseen.
Zur ehemaligen Gemeinde Oberspeltach gehören das Dorf Oberspeltach, die Weiler Bonolzhof, Steinehaig und Waldbuch und das Haus Neuberg (unbewohntes Forsthaus) sowie die abgegangenen Ortschaften Hofstatt, Reinhartsweiler, Wolfsberg und Burgberg.

### Flächenaufteilung
Nach Daten des Statistischen Landesamtes, Stand 2014.

## Geschichte
Die erste nachweisliche Erwähnung von Gründelhardt und Honhardt erfolgte 1285, die von Oberspeltach 1447.
Am Ende des 18. Jahrhunderts gehörte das Gebiet der heutigen Gemeinde Frankenhardt zum größten Teil entweder zur Markgrafschaft Ansbach oder zur  Reichsstadt Schwäbisch Hall. Kleinere Gebietsanteile befanden sich bei den Limpurgern beziehungsweise bei der Reichsstadt Dinkelsbühl. Mit der Mediatisierung am Beginn des 19. Jahrhunderts kamen die Anteile der Reichsstadt Schwäbisch Hall 1802 an Württemberg. Die von Ansbach gekommenen Anteile hingegen fielen 1806 zunächst an das Königreich Bayern. Erst mit dem Grenzvertrag von 1810 konsolidierte sich die Ostgrenze des Königreichs Württemberg zu der Form, die dauerhaft erhalten blieb. Die Ortschaften der heutigen Gemeinde Frankenhardt wurden dem Oberamt Crailsheim unterstellt. Bei der Kreisreform während der NS-Zeit in Württemberg gelangten die Gemeinden Gründelhardt, Honhardt und Oberspeltach 1938 zum neu umrissenen Landkreis Crailsheim. 1945 wurden die Gemeinden Teil der Amerikanischen Besatzungszone und gehörten somit zum neu gegründeten Land Württemberg-Baden, das 1952 im jetzigen Bundesland Baden-Württemberg aufging. 1973 erfolgte die Kreisreform in Baden-Württemberg, bei der die Vorgängergemeinden zum Landkreis Schwäbisch Hall kamen.  
Die heutige Gemeinde Frankenhardt ist im Zuge der Verwaltungsreform am 1. Januar 1974 durch den Zusammenschluss der bis dahin selbständigen Gemeinden Gründelhardt und Honhardt entstanden. Ein Jahr später, am 1. Januar 1975, wurde noch die zuvor selbstständige Gemeinde Oberspeltach eingemeindet.

## Politik
Die Gemeinde gehört zur Vereinbarten Verwaltungsgemeinschaft der Stadt Crailsheim.

### Gemeinderat
In Frankenhardt umfasst der Gemeinderat 18 Personen. Er besteht aus den gewählten ehrenamtlichen Gemeinderäten und dem Bürgermeister als Vorsitzendem. Der Bürgermeister ist im Gemeinderat stimmberechtigt. Die Kommunalwahl am 9. Juni 2024 führte zu folgendem Endergebnis. Die Wahlbeteiligung betrug 65,98 Prozent.
| Liste            | Stimmenanteil | Sitze |
| Freie Wähler     | 53,66 %       | 10    |
| Kritische Bürger | 30,64 %       | 5     |
| CDU              | 15,70 %       | 3     |

### Bürgermeister
Im April 2013 wurde der Diplom-Verwaltungswirt Jörg Schmidt mit 62,8 Prozent der Stimmen zum neuen Bürgermeister gewählt. Er ist damit Nachfolger von Willi Karle, der nach 39 Jahren in den Ruhestand ging.

## Sehenswürdigkeiten

### Bauwerke

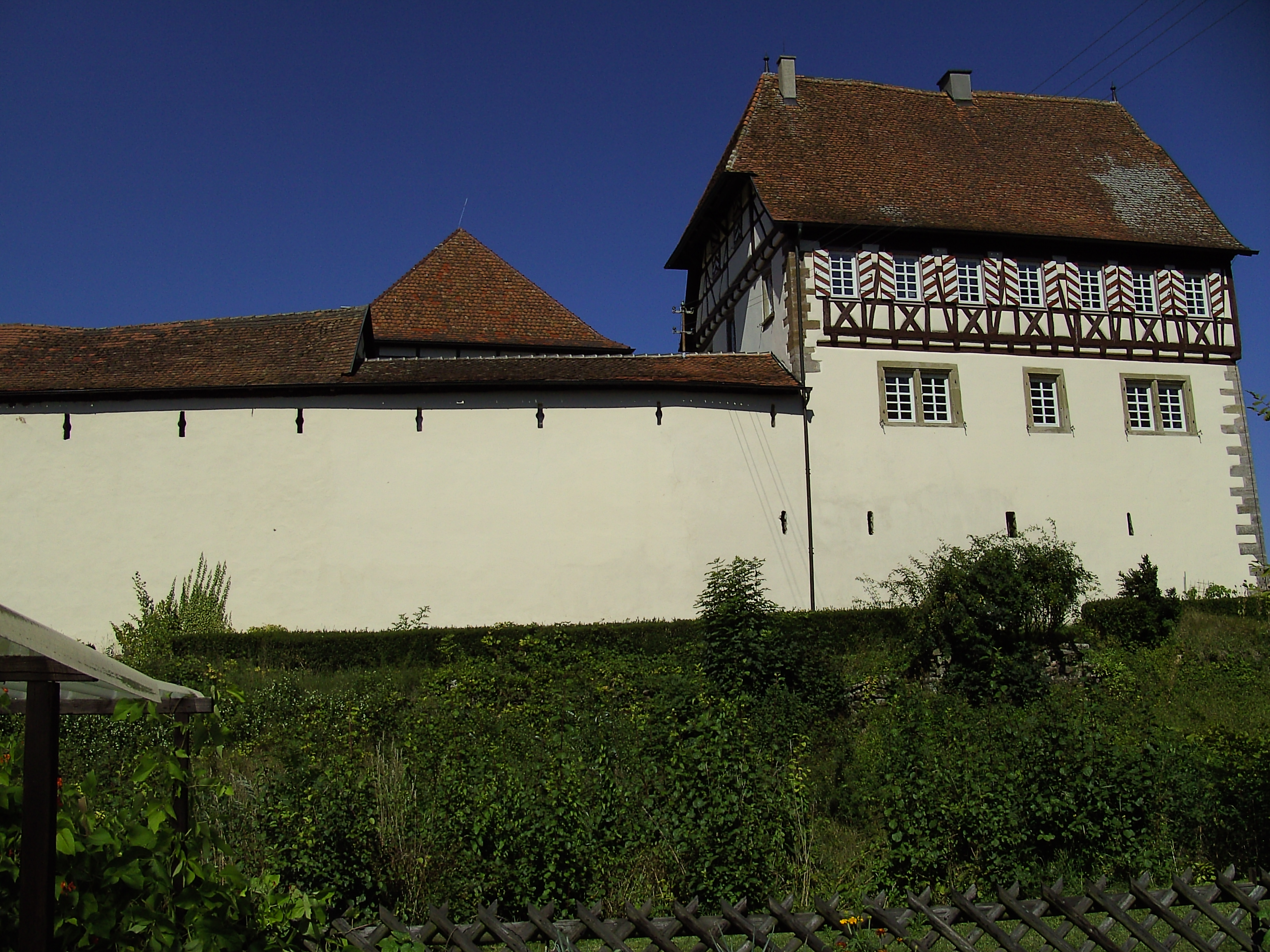
Das Wasserschloss Honhardt

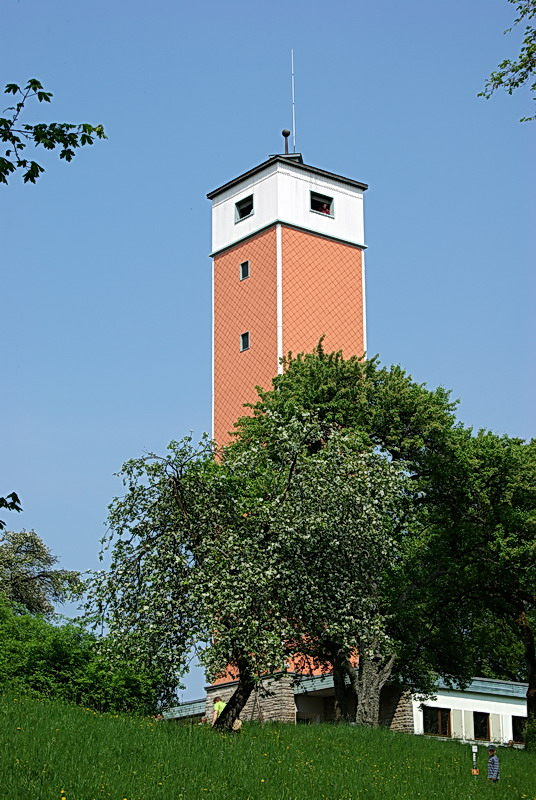
Burgbergturm

- Burgbergturm, ein Aussichtsturm des Schwäbischen Albvereins auf dem Burgberg nördlich von Oberspeltach.
- Wasserschloss Honhardt
- St.-Lukas-Kapelle in Hellmannshofen

## Wirtschaft und Infrastruktur

### Verkehr
Die Obere Jagstbahn führt durch den Ortsteil Steinbach an der Jagst, es gibt dort aber keinen Haltepunkt. 
Als Fernverkehrsstraße führt die Bundesstraße 290 durch Steinbach.
Durch eine Alltagsroute aus dem Radnetz Baden-Württemberg ist Steinbach mit Crailsheim und in der anderen Richtung über Jagstzell mit Ellwangen verbunden. Auf derselben Trasse verläuft als touristischer Landes-Radfernweg der Kocher-Jagst-Radweg durch die Gemeinde. Er ist ein Rundkurs entlang der beiden Flüsse Kocher und Jagst zwischen Bad Friedrichshall und einer Querverbindung zwischen den Tälern bei Aalen (Stadtteil Unterkochen) und Lauchheim. 

### Öffentliche Einrichtungen
Den Brandschutz und die allgemeine Hilfe gewährleistet die Freiwillige Feuerwehr Frankenhardt und die Stützpunktfeuerwehr Crailsheim. In der Gemeinde sind insgesamt fünf Einsatzfahrzeuge stationiert, zwei Fahrzeuge in Gründelhardt, zwei in Honhardt und eines in Oberspeltach. Die Freiwilligen Feuerwehr Frankenhardt kann maximal etwa 100 Einsatzkräfte mobilisieren.

### Bildung
Es gibt eine Grundschule in Frankenhardt-Gründelhardt und die Wilhelm-Sandberger-Schule in Frankenhardt-Honhardt, die seit dem Schuljahr 2014/2015 eine Gemeinschaftsschule ist (zuvor Hauptschule mit Werkrealschule).

## Söhne und Töchter der Gemeinde
d. h. Personen, die hier geboren sind
- Johann Peter von Ludewig (ursprünglicher Nach- und Geburtsname Ludwig, * 5. August 1668 im Schloss Honhardt; † 7. September 1743 in Halle an der Saale) war ein deutscher Jurist und Historiker.
- Johann Friedrich Ludwig (* 19. März 1673 im Schloss Honhardt; † 18. Januar 1752 in Lissabon) war ein deutscher Goldschmied und Baumeister; zuletzt Hauptarchitekt am portugiesischen Hof und Erbauer des Nationalpalasts von Mafra.
- Romuald Hilsenbeck (1897–1961), Politiker der KPD und antifaschistischer Widerstandskämpfer
- Liesel Hartenstein, geborene Rössler (1928–2013), Journalistin, Pädagogin und Politikerin